# IDreamBooks
iDreamBooks.com es un sitio web para descubrir libros, estructurado como un agregador de reseñas de libros. Fue fundada en San Francisco por Rahul Simha, Vish Chapalamadugu y Mohit Aggarwal en julio de 2012. El sitio está inspirado en el sitio web del agregador de reseñas cinematográficas Rotten Tomatoes, cuyo cofundador Patrick Lee fue uno de los primeros inversores en la empresa. 
Al igual que el sistema Rotten Tomatoes, iDreamBooks.com asigna dos puntuaciones porcentuales a cada título: una se basa en reseñas profesionales de publicaciones acreditadas (incluyendo, entre otras, The New Yorker, The Guardian, The Wall Street Journal, The New York Review of Books, The Independent, The Millions, The Sydney Morning Herald, etc.) así como de escritores que han sido clasificados por el sitio web y a los que se les ha permitido enviar reseñas; la otra puntuación se obtiene a partir de las valoraciones de los usuarios de los consumidores. Hasta ahora, el sitio cuenta con nuevos lanzamientos de los seis grandes editores (Hachette, HarperCollins, Macmillan, Random House y Simon & Schuster), pero en el futuro, planea incluir también a los editores más pequeños y a los clásicos. Los ingresos provienen de las asociaciones de pago, la primera de las cuales fue la asociación con la tienda Sony Reader; el sitio también otorga licencias de sus datos y, en el futuro, tiene previsto ofrecer ofertas de marketing para autores individuales o grupos de libros.